# Potamarius izabalensis
Potamarius izabalensis és una espècie de peix de la família dels àrids i de l'ordre dels siluriformes.

## Morfologia
- Els mascles poden assolir 44 cm de longitud total.[4][5]

## Hàbitat
És un peix d'aigua dolça i de clima tropical.

## Distribució geogràfica
Es troba a Centreamèrica: llac Izabal i, possiblement també, el riu Polochic.